# Chiesa della Divina Maternità della Beata Vergine Maria
La Chiesa della Divina Maternità della Beata Vergine Maria è un luogo di culto cattolico sito in Catania, nel quartiere Cibali.

## Storia
La costruzione della chiesa risale alla seconda metà degli anni quaranta del XX secolo, ed avvenne sulla stessa area in cui sorgeva la Chiesa di Santa Maria delle Grazie, distrutta dai bombardamenti aerei della seconda guerra mondiale, il 19 luglio 1943. La Chiesa di Santa Maria delle Grazie fu edificata nel 1669 per i profughi di Misterbianco vecchia e di altri casali devastati dall'eruzione dell'Etna di quell'anno, i quali furono seppellti con la lava e trovarono rifugio a Cibali. Distrutta dal terremoto del 1693, la sua ricostruzione avvenne nel 1697 per interessamento del vescovo Andrea Riggio. Il 4 agosto 1749, con decreto dell'Arcivescovo di Catania, la chiesa divenne sede della vicaria curata di Cibali.
L'edificio, gravemente danneggiato dai bombardamenti alleati, fu fatto demolire nel 1947 per ordine della Curia arcivescovile, e ricostruito a cura del Genio civile, che affidò l'incarico agli ingegneri Giuseppe e Salvatore Privitera. La nuova chiesa, intitolata al culto della Divina Maternità, fu dichiarata parrocchia il 1º maggio 1952 e consacrata il 10 ottobre dell'anno medesimo da parte dell'arcivescovo di Catania monsignor Guido Luigi Bentivoglio.

## Descrizione
La Chiesa della Divina Maternità della Beata Vergine Maria sorge in piazza Michelangelo Bonadies, la principale piazza del quartiere Cibali. Gli abitanti del quartiere si riferiscono alla chiesa con la vecchia intitolazione al culto della Madonna delle Grazie.
Il prospetto della chiesa, realizzata in stile architettonico moderno, è a forma rettangolare, e presenta un unico portale d'ingresso, sormontato da un rosone; sulla parte sinistra, si trova un orologio, donato nel 1952 dall'assessore comunale Emilio Bonaventura. Il loggione campanario, opera dell'architetto Rosario Marletta, sovrasta il prospetto della chiesa, al cui interno si trovano sei campane. La prima campana, avente altezza di 1,55 metri, diametro di 1,25 metri e peso di circa 2 tonnellate, risale al 1885, e fu donata dai fedeli cibalini; la seconda risale al 1790, e presenta un'altezza di 90 cm, diametro di 63 cm e peso di 3 quintali; la terza, risale al 1895, e si trovava in un'altra chiesetta del quartiere, non più esistente, che ha un'altezza di 73 cm, diametro di 60 cm e peso di 2 quintali; la quarta, detta a Luigina, risalente al 1934, ha un'altezza di 63 cm, diametro di 60 cm e peso di 1,5 quintali, così soprannominata perché fatta realizzare a spese del Circolo giovanile San Luigi; la quinta e sesta campana, risalgono entrambe al 1872, di cui l'una ha un'altezza di 68 cm, diametro di 59 cm e peso di 1 quintale, l'altra, un'altezza di 60 cm, diametro di 52 cm e peso di 72 kg.
L'interno della chiesa è ad un'unica navata, vestibolo d'ingresso con sovrastante cantoria, presbiterio rialzato e abside semicircolare. A destra dell'area presbiteriale si accede alla sacrestia e da essa a sinistra ai corpi scala retrostanti l'abside, che conducono ai saloni parrocchiali sul secondo livello e sul terzo alla casa canonica. Le pareti non presentano nessun affresco o decorazione, e il pavimento è in prevalenza in marmo.
Nella chiesa sono presenti alcune tele, tra cui il quadro della Madonna delle Grazie, risalente al XVIII secolo, posto sull'altare maggiore. Di pregevole fattura anche la corona d'argento del simulacro della Madonna, realizzata nel 1868 dall'orafo Pietro Caruso Lazzaro (1804-1885).